# Golema Njiva
Golema njiva (cyr. Голема Њива) – wieś w Serbii, w okręgu jablanickim, w mieście Leskovac. W 2011 roku liczyła 67 mieszkańców.